# Teleférico de Choquequirao
El Teleférico de Choquequirao es un proyecto de transporte turístico entre el recinto arqueológico inca de Choquequirao y los pueblos de Kiuñalla, en Apurímac y Yanama en Cusco. El teleférico cruzará el río Apurímac a 800 m sobre este, con una distancia total de 10.6 kilómetros.
Se estima que el inicio de su construcción se dará en 2027 con un plazo de 5 años de ejecución y 20 años de concesión. El monto de inversión asciende a 261 millones de dólares.

## Historia
En agosto de 2011 Elías Segovia, presidente regional de Apurímac, y Jorge Acurio, presidente regional de Cusco, anunciaron la voluntad política de construir un teleférico que uniera San Ignacio de Kiuñalla en Apurímac con Choquequirao en Cusco.
En mayo de 2013 se anunció el proyecto. Con una inversión proyectada de S/.125 millones (47 millones de dólares), el teleférico transportará a 50 pasajeros por cabina, sumando un total de 400 pasajeros por hora.
En las bases del proyecto, publicadas en enero de 2014, se indicó que la inversión sería de S/.152 millones (54 millones de dólares). Informes de prensa indicaban en mayo del 2014 que la inversión sería de S/.179,5 millones (64 millones de dólares).
El centro arqueológico se ubica en la región Cuzco, muy cerca al límite de la región Apurímac. Ya que el teleférico partirá desde esta última región cruzando el cañón del río Apurímac (que hace de límite natural entre estos dos departamentos) para culminar el recorrido en el Cuzco, los pobladores de la provincia cuzqueña de Anta (donde se ubica el centro arqueológico) hicieron un pedido al gobierno central y a Proinversión para que las ganancias originadas por las visitas se repartan equitativamente entre las dos regiones y presentaron un documento en que no autorizaban la construcción del servicio si estos pedidos no eran solucionados.
En 2025, con el trazo corregido, el proyecto fue presentado por Proinversión, su licitación se estima para inicios de 2026 y el inicio de construcción para 2027 o 2028.